# Östersund/Brunflo IF
Der Östersund/Brunflo IF (auch bekannt als Östersund Hockey) war ein schwedischer Eishockeyklub aus Östersund. Die Mannschaft spielte von 2006 bis 2011 in der Division 1.

## Geschichte
Der Östersund/Brunflo IF entstand 2006 durch die Zusammenlegung der Herrenmannschaften von Brunflo IK und Jämtland HF, der 2003 aus dem Hauptverein ausgelagerten Profimannschaft des Östersunds IK. Die Mannschaft nahm ab der Saison 2006/07 in der drittklassigen Division 1 teil. Im Anschluss an die Saison 2010/11 wurde die Spielgemeinschaft wieder aufgelöst und die Lizenz für die Teilnahme an der Division 1 ging an den Östersunds IK über. Seit der Saison 2012/13 treten Brunflo IK und Östersunds IK wieder beide mit einer eigenen Mannschaft in der Division 1 an.

## Bekannte Spieler
- Jeff Corey